# Pojanas
Die Pojanas oder Afrikanischen Linsangs (Poiana) sind eine Raubtiergattung aus der Familie der Schleichkatzen (Viverridae). Sie wurde nach der Insel Fernando Poo (heute Bioko) im Golf von Guinea benannt.

## Beschreibung
Pojanas haben einen langgestreckten Körper mit kurzen Gliedmaßen. Ihr Fell ist an der Oberseite dunkelgelb bis graubraun gefärbt und mit streifenförmigen, schwarzen Punkten versehen. Die Unterseite ist heller, nahezu weißlich. Der Schwanz, der beinahe so lang wie der Körper wird, ist mit schwarzen Ringeln versehen. Der Kopf ist durch die spitze Schnauze und die gerundeten Ohren charakterisiert. Im Gegensatz zu den nahe verwandten Asiatischen Linsangs haben sie Perianaldrüsen, die ein moschusartiges Sekret absondern. Pojanas erreichen eine Kopfrumpflänge von rund 38 Zentimetern, eine Schwanzlänge von rund 37 Zentimetern und ein Gewicht von 500 bis 700 Gramm.

## Verbreitung und Lebensraum
Pojanas sind in Afrika beheimatet, ihr Verbreitungsgebiet reicht von Sierra Leone bis in den Norden der Demokratischen Republik Kongo und schließt auch die Insel Bioko mit ein. Ihr Lebensraum sind Wälder, in erster Linie Regenwälder.

## Lebensweise
Pojanas sind nachtaktive Tiere. Tagsüber schlafen sie in selbstgebauten, runden Nestern in den Bäumen, die manchmal von mehreren Tieren gemeinsam benutzt werden. In der Regel dürften sie aber einzelgängerisch leben. Es sind Allesfresser, zu ihrer Nahrung gehören Insekten und kleine Wirbeltiere wie Jungvögel, aber auch Kolanüsse, Früchte und anderes pflanzliches Material.
Über die Fortpflanzung ist wenig bekannt, ein- bis zweimal pro Jahr bringt das Weibchen zwei bis drei Jungtiere zur Welt.

## Systematik und Arten
Es werden zwei Arten unterschieden:
- Westafrikanischer Linsang (Poiana leightoni) lebt in Westafrika (Sierra Leone bis Elfenbeinküste) und gilt als die seltenere der beiden Arten.
- Zentralafrikanischer Linsang (Poiana richardsonii) ist in Zentralafrika (Kamerun bis D. R. Kongo) verbreitet.

Der Status von P. leightoni ist nicht restlos geklärt, manchmal wird sie als Unterart von P. richardsonii betrachtet.